# Ingrid Vetter

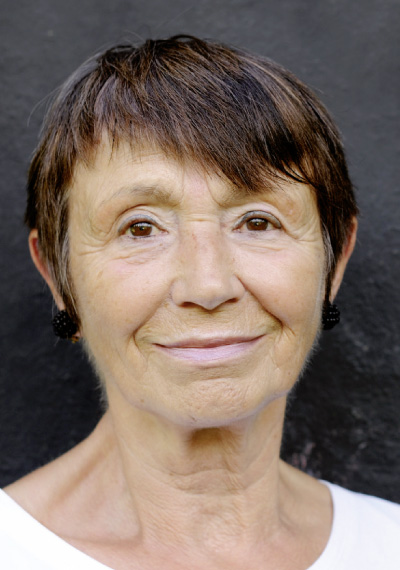
Ingrid Vetter, Foto Barbara Dietl (2021)

Ingrid Vetter (* 12. Juli 1941 in Chemnitz) ist eine deutsche Kunsthistorikerin und Kuratorin.

## Leben
Ingrid Vetter war nach Hotelfachlehre, einer zweijährigen Tätigkeit als Stewardess auf dem T.S. Hanseatic der Hamburg-Atlantic-Linie in unterschiedlichen Büroberufen tätig. Von 1979 bis 1993 arbeitete sie in der international bedeutenden Sammlung für zeitgenössische Keramik, dem Museum für moderne Keramik Deidesheim in Deidesheim an der Weinstraße. In der Galerie assistierte sie der Museumsleitung bei Wechselausstellungen sowie Öffentlichkeitsarbeit und Führungen. Angeregt durch diese Arbeit entschied sie sich, Kunstgeschichte zu studieren. 1985 nahm sie das Studium der Kunstgeschichte sowie Geschichte und Baugeschichte an der Universität Fridericiana (TH) Karlsruhe, seit 2009 aufgegangen in Karlsruher Institut für Technologie (KIT), bei Johannes Langner auf. Sie beendete das Studium 1992 mit der Magisterarbeit Der Keramiker Jan Bontjes van Beek – Arbeiten aus Dehme im Museum für Moderne Keramik Deidesheim. Sie erwarb damit den akademischen Grad eines Magister artium.
Zeitgleich war Vetter 1992 freie Mitarbeiterin in der Kulturredaktion des Südwestfunks (SWF) Baden-Baden bei der Redaktion „Buchzeit“ und dem „Kulturellen Wort“. 1992 erhielt Vetter auch einen Lehrauftrag im Bereich Kunstgeschichte am Institut für Kunstwissenschaft und Bildende Kunst der Universität Koblenz-Landau, Campus Landau, den sie bis 1994 wahrnahm.
Von 1982 bis 2003 hatte sie dort in der Verwaltung des Instituts für Kommunikationspsychologie und Medienpädagogik bei den Leiterinnen Hertha Sturm und ab 1992 bei Ulrike Six verschiedene Organisations- und Koordinationsaufgaben innerhalb des Instituts neben der Studienberatung und Mitarbeit in Forschungsprojekten wahrzunehmen. Der Schwerpunkt lag auf dem Kontakt zur Presse, der Organisation und Durchführung von Tagungen und Konferenzen sowie der Zusammenarbeit mit den Rundfunkanstalten ZDF und ARD. Nach Übernahme der privaten Sammlung Museum für moderne Keramik Deidesheim durch das Land Rheinland-Pfalz im Jahr 1993 folgte im Auftrag des Ministeriums für Kultur die Bearbeitung und Inventarisierung dieser Sammlung. In diesem Kontext entstand die Dissertation Tendenzen der Keramik in Deutschland 1955–1990 – Die Sammlung Hinder/Reimers, die sie 1996 mit der Promotion bei Johannes Langner abgeschlossen hatte. Als Ergebnis dieser Forschungen lassen sich u. a. Parallelen zu zeitgenössischen Kunstströmungen und zugleich der Aspekt des fließenden Übergangs zwischen angewandter und bildender Kunst als richtungsweisende Tendenz ablesen.
Seit 1997 ist Vetter als Kuratorin für die wissenschaftliche Betreuung der Keramiksammlung Hinder/Reimers des Landes Rheinland-Pfalz verantwortlich und übernahm 2005 die Leitung der Sammlung Hinder/Reimers Moderne Keramik des 20. Jahrhunderts des Landes Rheinland-Pfalz auf Schloss Villa Ludwigshöhe Edenkoben. Darüber hinaus betreut sie dort seit 2009 die Matineenreihe Keramik im Wandel der Zeiten.
Vetter ist seit 1964 mit Wilfried Vetter verheiratet.

## Mitgliedschaften
- Seit 1998: Mitglied des Deutschen Werkbundes Rheinland-Pfalz; 1998–2002 als Vorstandsmitglied.

## Publikationen (Auswahl)
- Lotte Reimers - Reinhold Rieckmann : Keramiken, 26. September – 11. Oktober 1992, Museum für Moderne Keramik, Texte: Ingrid Vetter, 1992.
- Lotte Reimers, Keramik aus 25 Jahren. Ausstellungen im Badischen Landesmuseum Karlsruhe, Museum in der Majolika-Manufaktur, vom 28. November 1993 bis 27. Februar 1994 ; im Forum Form Clemenswerth, Emslandmuseum Schloss Clemenswerth, Sögel, im April/Mai 1994, Katalogbearbeitung: Ingrid Vetter, Textbeitrag: Bernd Goldmann. 1993.
- Keramik in Deutschland – 1955–1990, Die Sammlung Hinder/Reimers eine Auswahl. Arnoldsche Verlagsanstalt, Stuttgart 1997, ISBN 978-3-925369-77-3.
- Klaus G. Beuckers, Annemarie Jaeggi: Festschrift für Johannes Langner zum 65. Geburtstag zum 01. Februar 1997. Mit Textbeitrag  Ingrid Vetter: Zum Einfluss der Skulptur des 20. Jahrhunderts auf die zeitgenössische deutsche Keramik. LIT, Münster 1997, ISBN 978-3-8258-3209-4, S. 321–341.
- Am Beispiel Rhythmus: Beate Kuhn - Eine Werkbetrachtung. Zum 70. Geburtstag am 15. Juli 1997, Text Ingrid Vetter in KERAMOS Heft 157, 1997, S. 97–102, Zeitschrift der Gesellschaft der Keramikfreunde e.V. Düsseldorf
- Lotte Reimers und die keramische Kunst, Atelier, Galerie, Museum, Stiftung, Autoren: Lotte Reimers, Ingrid Vetter, Marlene Jochem, Hans-Ulrich Roller. Arnoldsche, Stuttgart 2002, ISBN 3-89790-173-0
- Reinhold Rieckmann - Gefäßkeramik und Objekte, Text Ingrid Vetter in KERAMOS Heft 177, Juli 2002, S. 105–110, Zeitschrift der Gesellschaft der Keramikfreunde e.V. Düsseldorf
- Von der Schönheit des Materials - Walther Stürmer und das Porzellan, Text Ingrid Vetter in KERAMOS Heft 183, 2004, S. 77–80, Zeitschrift der Gesellschaft der Keramikfreunde e.V. Düsseldorf
- Jürgen Riecke - Ein neuer Weg der Salzglasur im 20. Jahrhundert, Text Ingrid Vetter in KERAMOS Heft 185, 2004, S. 101–106,  Zeitschrift der Gesellschaft der Keramikfreunde e.V. Düsseldorf
- Moderne Keramik des 20. Jahrhunderts, Bestandskatalog der Sammlung Hinder/Reimers des Landes Rheinland-Pfalz, Stuttgart, Arnoldsche Verlagsanstalt, 2007, ISBN 978-3-89790-275-6
- Moderne Keramik des 20. Jahrhunderts - Die Sammlung Hinder/Reimers des Landes Rheinland-Pfalz, Text Ingrid Vetter in KERAMOS Heft 195, 2007, S. 95–96, Zeitschrift der Gesellschaft der Keramikfreunde e.V. Düsseldorf
- Matinee im Gewölbekeller zur Keramik im Wandel der Zeiten - eine neue Vortragsreihe auf Schloss Villa Ludwigshöhe in Edenkoben, Text Ingrid Vetter in KERAMOS Heft 206, Oktober 2009, Zeitschrift der Gesellschaft der Keramikfreunde e.V. Düsseldorf
- Gegen das Chaos - die keramischen Skulpturen des Enric Mestre, Text Ingrid Vetter in KERAMOS Heft 211/212, 2011, S. 89–94, Zeitschrift der Gesellschaft der Keramikfreunde e.V. Düsseldorf
- Die Matineen zur keramik auf Schloss Villa Ludwigshöhe in Edenkoben 2010 - ein keramisches Kaleidoskop, Text Ingrid Vetter in KERAMOS 211/212, 2011, S. 95–100, Zeitschrift der Gesellschaft der Keramikfreunde e.V. Düsseldorf
- Beate Kuhn, Keramik, Herausgeber: Museum für Moderne Keramik Deidesheim e.V., Autorin: Ingrid Vetter, 2011
- Faszination Ton - die matineen zur keramik im Jahr 2011 auf Schloss Villa Ludwigshöhe in Edenkoben, Text Ingrid Vetter in KERAMOS Heft 214, 2011, S. 73–80, Zeitschrift der Gesellschaft der Keramikfreunde e.V. Düsseldorf
- Walter Popp, Keramik,  Herausgeber: Museum für Moderne Keramik Deidesheim e.V., Autorin: Ingrid Vetter, 2013
- Ingeborg und Bruno Asshoff, Herausgeber: Museum für Moderne Keramik Deidesheim e.V., Autorin: Ingrid Vetter, 2013
- Ars phantastica und andere Kunstrichtungen, Arbeiten aus dem Kreis der Künstler um Jakob Wilhelm Hinder und Lotte Reimers, ein Stück Zeitgeschichte, Herausgeber: Lotte-Reimers-Stiftung, Text: Ingrid Vetter. Gedichte: Frank Peter Woerner, 2013
- Der Keramik auf der Spur - Die Matineen zur Keramik im Jahr 2012 auf Schloss Villa Ludwigshöhe in Edenkoben, Text Ingrid Vetter in KERAMOS Heft 219, 2013, S. 67–72, Zeitschrift der Gesellschaft der Keramikfreunde e.V. Düsseldorf
- Moderne Keramik im Zeitkontext - Die Matineen zur Keramik im Jahr 2013 auf Schloss Villa Ludwigshöhe in Edenkoben, Text Ingrid Vetter in KERAMOS Heft 222, 2013, S. 99–106, Zeitschrift der Gesellschaft der Keramikfreunde e.V. Düsseldorf
- Aspekte der Moderne – Walter Popp und seine legendäre Kasseler Schule : Ausstellung in der Städtischen Galerie Speyer 6. Juni bis 20. Juli 2014, Herausgeber: Museum für Moderne Keramik Deidesheim e.V., Autorin: Ingrid Vetter, 2014, in Zusammenarbeit mit der Rheinland-Pfalz, Generaldirektion Kulturelle Erbe, Keramiksammlung Schloss Villa Ludwigshöhe, Edenkoben, ISBN 978-3-00-046094-4
- Impulse für die Keramik - heute: Die Matieneen zur Keramik auf Schloss Villa Ludwigshöhe in Edenkoben im Jahr 2014 und weitere Aktivitäten, Text Ingrid Vetter in KERAMOS Heft 226, 2014, S. 73-73, Zeitschrift der Gesellschaft der Keramikfreunde e.V. Düsseldorf
- Keramische Traditionen: Frankreich und China - Die Matineen zur Keramik auf Schloss Villa Ludwigshöhe in Edenkoben im Jahr 2015, Text Ingrid Vetter in KERAMOS Heft 230, 2015, S. 73–80, Zeitschrift der Gesellschaft der Keramikfreunde e.V. Düsseldorf
- Beate Kuhn 1927-2015, Text Ingrid Vetter in KERAMOS Heft 233, 2016, S. 67–68, Zeitschrift der Gesellschaft der Keramikfreunde e.V. Düsseldorf
- Ars Phantastica und andere Kunstrichtungen, Ausstellungskatalog Edenkoben/Mainz 2017, Text: Ingrid Vetter, Petersberg, Michael Imhof Verlag, 2017, ISBN 978-3-7319-0473-1
- Die Sprache des Tons ist international: Die Matineenzur Keramik im Jahr 2016 auf Schloss Villa Ludwigshöhe in Edenkoben, Text Ingrid Vetter in KERAMOS Heft 237, 2017, S. 67–68, Zeitschrift der Gesellschaft der Keramikfreunde e.V. Düsseldorf
- Gabriele Koch und Renée Reichenbach - Keramische Wege. Die Matineen zu Keramik im Jahr 2017 auf Schloss Villa Ludwigshöhe in Edenkoben, Text Ingrid Vetter in KERAMOS Heft 240, 2018, S. 75–80, Zeitschrift der Gesellschaft der Keramikfreunde e.V. Düsseldorf
- Tradition und Moderne - Die Matineen zu Keramik im Jahr 2018 auf Schloss Villa Ludwigshöhe in Edenkoben, Text Ingrid Vetter in KERAMOS Heft 248, 2020, S. 103–110, Zeitschrift der Gesellschaft der Keramikfreunde e.V. Düsseldorf